# 鈴木紗理奈
鈴木紗理奈（日语：／ Suzuki Sarina，1977年7月13日—），日本女藝人、演員、歌手、前寫真偶像。所屬經紀公司有Oscar Promotion（1992年—1994年）→Artist-house Pyramid（1994年—）。身高163cm。A型血。
出身於大阪府攝津市。2003年起，以MUNEHIRO名義作為雷鬼創作歌手活動，2007年從Far Eastern Tribe Records在樂壇出道。

## 經歷
父親從事土木建設經營，有3個哥哥。小時候因為是在家裡都是哥哥中長大，所以個性活潑。大阪成蹊女子高等學校入學，日出女子學園高等學校轉校、中退。曾有一段時間，她用本名從事模特兒工作，當時跟新科搞笑藝人田村憲司交往。
1992年，獲得第6屆全日本國民美少女比賽演技部門。1993年4月開始成為「美SHOW女」的成員之一。在寫真偶像中發揮積極作用的同時，她還作為歌手在全國大學節日的活動中也很受歡迎。此後也在電視綜藝節目、電視劇、電影、廣告中出現。
2008年12月結婚，丈夫TELA-C（INFINITY16）是5年前她在雷鬼俱樂部的朋友介紹認識。此消息也在自己的部落格和12月6日播出的綜藝節目《帥呆了！》中公開。2009年9月16日宣布已經懷孕，同年11月15日在明治神宮舉行儀式。2010年2月23日長子誕生，同年5月1日重回《帥呆了！》的固定班底。2013年離婚。還獲得明石家聖誕的商品。
此外，她在富士電視台於2008年3月13日、3月20日播出集數負責企劃製作的錢包成為節目播出以來最暢銷的商品。
2017年7月，其主演電影《奇蹟的明信片》（吳傑奇導演）獲得馬德里國際電影節 最優秀外國電影主演女優獎。

## 音樂活動
2000年以前以鈴木紗理奈的名義共發行三枚專輯。2003年起作為雷鬼創作歌手MUNEHIRO開始活動，2005年首張地下專輯《DRAMA-11 STORIES-》亮相。2007年，以《Limited》正式踏入樂壇。作詞、作曲、企劃製作都由鈴木她親自進行。其中專輯《RAINBOW》的企劃製作是和三木道三連名。

## 人物
- 家裡因為是寄宿家庭，所以擅長講英文，此外以前也採訪過野獸男孩、席亞拉。她本身沒有學英文，而是跟來寄宿家庭的人交談時自然而然地就會說了。也可以看英文報紙，因為不擅長翻譯單字，所以大大縮短了翻譯時間。但認為自己的意思並沒有錯。
- 飯島愛（生前）是她在演藝圈，少數能互訴心聲的好友，她也非常敬重飯島愛，暱稱飯島愛為「愛姐」。以前兩人常常一起參與綜藝節目錄影，私下她也常在部落格跟推特上追思飯島愛說「飯島愛真的超級有魅力呀」。
- 記憶力不錯，劇本只讀過一次就全都記得。她原以為自己可以為某件事使用良好的記憶力，所以用暗記暫時記住企業的標識，結果也介意標識的含義。雖然記得標識的含義，但因為自己意識到由於與電視贊助商的關係而不合適，所以並沒有表現出來。
- 腰部有刺刺青。
- 跟她都是綜藝節目《帥呆了！》裡面的成員大久保佳代子、雛形明子有不錯的交情，3人也經常私下一起去喝酒。另一方面，她在《帥呆了！》所計劃的陸奧職業摔角（日语：みちのくプロレス）中入門與藝人共同制定計劃並放棄該計劃同時，跟試圖放棄當專業藝人的三中元克（日语：三中元克）相比，其自私的行為和言行讓《帥呆了！》的成員終於對他說出「我討厭你」以表達強烈反感[11]。

## 演出

### 綜藝節目
日本電視網
- 日本電視台
  - （1993年4月—6月）—美SHOW女
  - 別在意!! SPORTS&WIDE（日语：どんまい!! VARIETYSHOW&SPORTS）（1994年11月—1995年3月）
  - 火焰大對抗（日语：ウッチャンナンチャンのウリナリ!!）－鈴木在節目中也是火焰大對抗藝人社交舞部（日语：ウリナリ芸能人社交ダンス部）的1號會員。
  - Click！（日语：クリック!）（2005年）—週一常駐嘉賓
  - Super Chample（日语：スーパーチャンプル）（2006年10月—2009年3月）
  - 如果我太田光當上總理大臣…秘書田中。（日语：太田光の私が総理大臣になったら…秘書田中。）
  - 中井正廣的黑色綜藝（日语：中井正広のブラックバラエティ）
- 讀賣電視台
  - （1996年4月—1996年9月）

朝日電視台
- H·I·P（日语：H・I・P）（1994年10月—12月）
- 遊戲目錄II（日语：ゲームカタログII）（1995年4月—1996年3月）
- 北野武的萬物創世紀（日语：たけしの万物創世記）（1996年10月—1997年9月）
- 辣妹圍裙（日语：愛のエプロン）
- 男女糾察隊

富士電視網
- 富士電視台
  - 隧道二人組的托大家的福（1994年10月—1995年3月）
  - （1995年7月—9月）
  - （1995年10月—1996年9月）
  - 志村健的我到底造了什麼孽？（日语：志村けんのオレがナニしたのヨ?）（1995年10月—1996年3月）
  - 帥呆了！（1996年10月—2018年3月）
  - 森田一義時間 笑一笑又何妨！（1997年—1999年、2009年3月3日單元嘉賓演出，1998年起從週一調整至週四）
  - 中居正廣的我們都生存著（日语：中居正広のボクらはみんな生きている）（1997年—1999年）
  - （—2007年9月21日）
  - 獨家！週五的告白（日语：独占!金曜日の告白）
- 關西電視台

東京電視台
- 突擊！家族大戰（1995年1月—3月）
- （1995年4月—9月）
- THE BINGO STAR（日语：ザ・BINGOスター）（1996年4月—1997年3月）

其它電視台
- （1996年7月—1997年9月，TBS）

### 網路電視
- （2019年11月2日－12月14日，AbemaTV）—常駐來賓

### 電視劇
- FiVE（日语：FiVE）（1997年，日本電視台）—飾 奈奈香
- 略奪愛危險女（日语：略奪愛・アブない女）（1998年，TBS）—飾 杉田鈴
- 無瑕的愛！（日语：ボーイハント）（1998年，富士電視台）—飾 中山美紀
- 繼續（1999年，TBS）—飾 木戶彩
- 愛美大作戰（日语：OLヴィジュアル系）（2000年，朝日電視台）—主演：飾 櫻田門真惠
  - 愛美大作戰2（2001年）
  - 愛美大作戰 完結篇（2001年10月5日）
- 怪醫黑傑克 器官農場與幽靈巴士（2000年3月31日，TBS）
- 電子情謎（日语：QUIZ）（2000年，TBS）—飾 中森步美
- 平成小氣夫婦（日语：平成夫婦茶碗）（2000年，日本電視台）—飾 門倉弘每
- 新世紀WIDE時代劇（日语：新世紀ワイド時代劇） 宮本武藏（日语：宮本武蔵 (2001年のテレビドラマ)）（2001年1月2日，東京電視台）—飾 朱實
- 玫瑰人生（2001年，日本電視台）—飾 山本理沙
- 週五娛樂（日语：金曜エンタテイメント） 聖誕節特別企劃 1.2億男友 ～約會網站殺人事件～（2001年12月21日，富士電視台）—主演：飾 青野由美子
- 滿天（日语：まんてん）（2002年—2003年，NHK綜合）—飾 花山錦織
- 遙遠的家（日语：ホーム&アウェイ (テレビドラマ)） 第3話（2002年10月21日，富士電視台）—飾 三隅由里
- 寵物情人（日语：きみはペット）（2003年，TBS）—飾 白妙百合
- 橫山靖 FULL THROTTLE（日语：横山やすしフルスロットル）（關西電視台）—飾 木村啓子
  - 航跡（日语：横山やすしフルスロットル#第1弾『航跡』）（2004年1月18日）
  - 阿波鳴門純愛物語（日语：横山やすしフルスロットル#第2弾『阿波鳴門純愛物語』）（2005年3月21日）
- 離婚女律師（日语：離婚弁護士） 第10話、最終話（2004年，富士電視台）—飾 真壁由里
- 大阪環狀線 每人在車站的愛情故事 Part2 第4話（2017年2月7日，關西電視台）—飾 村野美樹
- 你已藏在我心底（2018年1月16日—3月20日，TBS）—飾 八木泉
- 白衣戰士！（日语：白衣の戦士!）（2019年4月10日—6月19日，日本電視台）—飾 小野貴子
- 週日Prime（日语：日曜プライム）「警視廳·搜査一課長（日语：警視庁・捜査一課長）特集3」（2019年4月21日，朝日電視台）—飾 神林瑤子
- 週六連續劇 三浦部長，今日成為女人（2020年3月21日，NHK綜合）—飾 三浦香織
- 難破MG5（2022年4月13日—6月22日，富士電視台）—飾 難破直美[12]
  - 難破MG5 特別篇編（2022年6月29日，富士電視台）—飾 難破直美[13]
- Dr.Chocolate（2023年4月22日—6月24日，日本電視台）—飾 足湯／阿達瑞穗[14]
- 太棒了，老師！（日语：素晴らしき哉、先生!）（2024年8月18日—10月6日，朝日放送、朝日電視台）—飾 澤井谷夏子[15]

### 古典演藝節目
- 新·日本藝能（日语：新・にっぽんの芸能）「阿染與久松 ～單戀的命運～」（2022年9月23日，NHK教育）—朗讀[16]

### 網路電視劇
- SPEC SAGA黎明篇「Knockin’on 冷泉’s SPEC Door」 ～絕對預言者 冷泉俊明想守護的幸福碎片～（2021年2月18日，Paravi）—飾 木戶晶[17]

### 廣告
- ASTEL（日语：アステル）
- 森永製
  - （1996年—1997年）
  - （1997年）
- Aderans（日语：アデランス）（1996年—1997年）
- YAMAKI（1996年—1997年）
- 森永製（1997年）
- 鳥取縣形象少女（1997年）
- 日本煙草產業「飲茶樓」（1999年）[注 1]
- 資生堂化妝品 「TISS」
- 千壽製藥（日语：千寿製薬）
- 大王製紙（2001年）
- livedoor（日语：ライブドア (インターネットサービスプロバイダ)）「網路免費主義。」（2001年）
- 租賃住宅服務
- 越獄風雲（2006年）
- NISSAN「LEAF」（2018年）

### 廣播節目
- （TBS電台，1996年4月—1997年4月）節目助理
- 內藤忠（日语：DJ.ナイク）與山中崇志（日语：山中崇史）的百萬之夜（日语：ミリオンナイツ）（TOKYO-FM，1997年10月—1998年6月）週四節目助理

### 電影
- 岸和田少年愚連隊（日语：岸和田少年愚連隊） 血煙純情篇（1997年，吉本興業，導演：三池崇史）—飾 木
  - 第七屆日本電影專業大獎（日语：日本映画プロフェッショナル大賞）新人鼓勵獎得獎作品。
- 繼續電影版：美麗夢想者（日语：ケイゾク/映画 Beautiful Dreamer）（2000年，東寶）—飾 木戶彩
- SEMI -鳴-（2003年，導演：橫井健司（日语：横井健司））—飾 愛下涼
- 浪商！（2003年，導演：白岩久彌（日语：白岩久弥））—飾
- 金融道 ～灰原勝負！起死回生!!（2005年，導演：茅根隆史）—飾 木之內美幸
- 極道好聲音（2015年，導演：山下敦弘）—飾 真紀子
- 奇蹟的明信片（2017年，導演：吳傑奇（日语：ジャッキー・ウー））—主演：飾 美幸

### 電視動畫
- 金田一少年之事件簿（1997年）—飾 紗理奈

### 舞台
- TAKU FES（日语：TAKUMA FESTIVAL JAPAN）第6彈 相合傘（日语：あいあい傘 (劇作品)）（2018年10月—12月）—飾 日出子

## 影像

### 形象視頻
- 鈴木紗理奈（笠倉出版社，1995年9月28日）
  - 此形象視頻的僅銷售出987枚，但也被綜藝節目《帥呆了！》作為捏他。而且此外，此視頻中的單一場面也被印在扇子上。
- Pico美女（芳友社，1996年2月20日）
- Final Beauty（竹書房，1996年6月29日）
- D.F.L(de facto love)（東芝EMI，1998年1月21日）

## 書籍

### 著書
- 非常口（Schola（日语：スコラ），1997年11月5日）
- 紗理奈素（MAGAZINE HOUSE，1999年9月22日）ISBN 4838711425

### 寫真集
- LYLYCOI（攝影：井之元浩二，Schola（日语：スコラ），1995年11月15日）
- ROUGE a paris（文化社（日语：ぶんか社），1996年7月15日）
- 玉手箱Vol.3「鈴木紗理奈」CD附錄（攝影：山岸伸，Tiger Enterprise，1996年10月20日）
- S·S·S（攝影：野村誠一，講談社，1997年4月4日）
- PUNKY GIRL（攝影：鯨井康雄，音樂專科社（日语：音楽専科社），2001年8月10日）
- 紗理奈（攝影：安達尊，鑽石社，2002年6月27日）

過去，曾當Deluxe Beppin成人雜誌的封面人物。

## 音樂作品

### 鈴木紗理奈名義

#### 形象歌曲、單曲
| 歌曲、單曲名稱       | c/w           | 出版公司     | 發行日期       | 收錄歌曲／商業搭配 |
| -------------------- | ------------- | ------------ | -------------- | --- |
|                      |               | King Records | 1996年6月26日  | |
|                      |               | 東芝EMI      | 1997年4月16日  | 1. （作詞：NoB，作曲：MASAKI，編曲：M·N·R·G） 2. ！（作詞：NoB，作曲：NoB、HULK，編曲：M·N·R·G）                                                                                     |
| Boo Bee MAGIC        | DOCTOR STOP！ | 東芝EMI      | 1997年8月20日  | 1. Boo Bee MAGIC（作詞：NoB，作曲：MASAKI，編曲：M·N·R·G） - 讀賣電視台、日本電視台電視動畫《金田一少年之事件簿》片尾主題曲 2. DOCTOR STOP！（作詞：NoB，作曲：HULK，編曲：M·N·R·G） |
| D.F.L(de facto love) | 好奇心        | 東芝EMI      | 1997年12月10日 | 1. D.F.L.（作詞：島武實，作曲、編曲：佐久間正英） 2. 好奇心（作詞：SPEAK，作曲：SPEAK、佐久間正英，編曲：佐久間正英）                                                                |
| The Long Journey     |               | 東芝EMI      | 1998年6月10日  | 1. The Long Journey（作詞：鈴木紗理奈，作曲、編曲：佐久間正英） 2. （作詞：森雪之丞，作曲、編曲：佐久間正英）                                                                        |
|                      | BORN TO LOVE  | 東芝EMI      | 1998年10月28日 | 1. （作詞：鈴木紗理奈，作曲：野山昭雄，編曲：R.I.P） 2. BORN TO LOVE（作詞：中山加奈子，作曲：野山昭雄，編曲：R.I.P）                                                                |
|                      | Night and Day | 東芝EMI      | 1999年2月17日  | 1. （作詞：橘泉，作曲、編曲：阿部義晴） 2. Night and Day（作詞、作曲、編曲：口了一）                                                                                                 |
| 夜                   | 革命宣言      | 東芝EMI      | 2000年2月16日  | 1. 夜（作詞：鈴木紗理奈、松崎名央，作曲：松崎名央，編曲：龜田誠治） 2. 革命宣言。（作詞：鈴木紗理奈、松崎名央，作曲：松崎名央，編曲：龜田誠治）                                      |

#### 專輯
| 專輯名稱                       | 出版公司 | 發行日期      |
| ------------------------------ | -------- | ------------- |
| Find Your Own Wings            | 東芝EMI  | 1998年6月24日 |
| Treasure Box                   | 東芝EMI  | 1999年3月17日 |
| 素 ～seven singles & more...～ | 東芝EMI  | 2000年3月16日 |

### MUNEHIRO名義

#### 單曲
| 單曲名稱        | 發行日期       | 備註     |
| --------------- | -------------- | -------- |
| STEP UP         | 2006年3月22日  | 地下時期 |
| LUV             | 2007年12月12日 |          |
| again           | 2008年5月14日  |          |
| ～君力～        | 2008年8月6日   |          |
| SUPER WOMAN     | 2008年12月3日  |          |
| LUV ♥ BOX       | 2009年9月16日  |          |
| Maternity March | 2009年12月16日 |          |
| Baby Baby Baby  | 2010年2月10日  | 數位單曲 |
| REQUEST 4 U     | 2011年4月13日  |          |

#### 專輯
| 專輯名稱                    | 發行日期      | 備註     |
| --------------------------- | ------------- | -------- |
| DRAMA -11 STORIES-          | 2005年4月21日 | 地下時期 |
| Up and Coming               | 2006年7月19日 | 地下時期 |
| Limited                     | 2007年8月1日  |          |
| NEO                         | 2009年3月4日  |          |
| MUNEHIRO 2K9 LUV LIVE MIX!! | 2009年9月16日 | LIVE專輯 |
| JAM                         | 2010年3月10日 |          |
| MUNEHIRO BEST               | 2010年9月15日 | 精選專輯 |
| RAINBOW                     | 2011年6月29日 |          |

#### 合輯／參加作品
1. BRIER「Sweets」（2005年12月7日）
3. Ladies Night feat.Munehiro - STARWAX Ver.1 -
2. LOS KALIBRES「DE JAPON PA'L MUNDO」（2006年7月19日）
10. LINDA GEISYA feat.F.U.T.O.,MUNEHIRO
3. GIFTED CHILDS「1st FOOD」（2006年11月22日）
4. Gimmi Di Action feat.MUNEHIRO
4. V.A.「JOINT BOB MARLEY」（2007年1月17日）
10. THREE LITTLE BIRDS
5. V.A.「無限十六 vol.2 -PARK AVENUE-（日语：無限十六 vol.2 -PARK AVENUE-）」（2007年8月8日）
4. DRIVIN'
6. INFINITY16（2007年11月21日）
1.  welcomez SHOCK EYE（日语：SHOCK EYE） from 湘南乃風, MUNEHIRO
7. V.A.「BOOM BOX&REGGAE GOLD MINE Vol.2」（2008年4月23日）
8.Slowly wine
8. BIGGA RAIJI（日语：BIGGA RAIJI）（2008年11月19日）
4. 歳!! feat.MUNEHIRO
9. V.A.「無限十六 vol.3 -FIRE riddim UP & LIVE riddim-（日语：無限十六 vol.3 -FIRE riddim UP & LIVE riddim-）」（2008年11月19日）
1. 熱奴火!! / GOKI（日语：GOKIGEN SOUND）
10. INFINITY16「Welcomez（日语：Welcomez）」（2008年12月24日）
12. 輝一度 welcomez VERBAL（日语：VERBAL） (m-flo), MUNEHIRO
11. HEMO+MOOFIRE「CACTUS HITS」（2009年2月18日）
12. DON'T STOP / MUNEHIRO feat.HEMO+MOOFIRE
12. SPICY CHOCOLATE（日语：SPICY CHOCOLATE）「東京RAGGA BLAZE3」（2009年6月24日）
(DISC-1) 12. true blue 17 feat.MUNEHIRO
13. V.A.「無限十六 vol.4 -BADDAZ riddim-（日语：無限十六 vol.4 -BADDAZ riddim-）」（2009年10月28日）
2. SHOW TIME
14. SPICY CHOCOLATE「東京RAGGA LOVERS」（2010年1月27日）
(DISC-1) 9. 鼓動 feat.KEN-U（日语：KEN-U）, MUNEHIRO, Miss Monday（日语：Miss Monday）, DABO（日语：DABO）, 卍LINE, TONY the WEED
15. INFINITY16「LOVE（日语：LOVE (INFINITY16のアルバム)）」（2010年9月1日）
15. 好 welcomez MUNEHIRO
16. YU-A（日语：YU-A） feat.MUNEHIRO「CHANGE（日语：CHANGE (YU-Aの曲)）」（2010年12月1日）
1. CHANGE
17. GOKIGEN SOUND（日语：GOKIGEN SOUND）「 ～365日～」（2011年7月27日）
11. 熱奴火!! feat. MUNEHIRO
18. SPICY CHOCOLATE「谷 RAGGA SWEET COLLECTION」（2011年9月14日）
(DISC-1) 5. Tun up!! feat.MUNEHIRO & 卍LINE
19. SPICY CHOCOLATE（2014年10月22日）
11. Love is the answer feat. MUNEHIRO & Miss Monday（日语：Miss Monday）[18]

#### DVD
1. MUNEHIRO 2K9 LUV The Movie（2009年9月16日）

## 腳註

## 外部連結
- PYRAMIDA官方網站的公開資歷 （页面存档备份，存于） （日語）
- MUNEHIRO BLOG （页面存档备份，存于） （日語）－鈴木紗理奈的官方個人部落格。
- 鈴木紗理奈的X（前Twitter） （日語）
- 鈴木紗理奈的Instagram帳戶 （日語）
- 鈴木紗理奈的MySpace主頁 （日語）
- （日語）
- （日語）